# Höga Kustenleden
Höga Kustenleden (le sentier de la Haute Côte) est un sentier de randonnée parcourant le site du patrimoine mondial Haute Côte, dans le comté de Västernorrland, en Suède. Il s'étend sur 127 km entre Örnsköldsvik-Hornöberget, répartis en 13 étapes d'une longueur maximale de 15 km chacune. Sur le chemin se trouve en particulier le parc national de Skuleskogen et la montagne Skuleberget.